# Taupont
Taupont (bretonisch Talbont) ist eine französische Gemeinde mit 2.400 Einwohnern (Stand 1. Januar 2022) im Département Morbihan in der Region Bretagne.

## Geografie
Taupont liegt etwa fünf Kilometer nordwestlich von Ploërmel im Nordosten des Départements. Nachbargemeinden sind Loyat im Nordosten, Ploërmel im Südosten, Guillac im Süden und Südwesten, Helléan im Westen und Saint-Malo-des-Trois-Fontaines im Nordwesten.

## Geschichte
Über die Frühgeschichte der Gemeinde gibt es kaum Belege. Es gibt keine Überreste aus prähistorischer und gallo-römischer Zeit. Die Gemeinde war im Mittelalter Teil verschiedener Lehensherrschaften. Die herausragendste Familie waren die Herren von Lambilly. Die Gemeinde gehörte zum Pays de Saint-Malo (Bretonisch:Bro-Sant-Maloù). Nach der Französischen Revolution war sie Kampfgebiet zwischen Republikanischen Truppen und den Chouans. Politisch wurde Taupont 1790 eine Gemeinde. Von 1793 an gehörte Taupont zum Kanton Loyat und zum Distrikt Ploërmel. Ab 1801 war sie Teil des Arrondissements Ploërmel (1926 aufgelöst). Seit 1926 gehört sie zum Arrondissement Vannes und seit 1801 zum Kanton Ploërmel.

## Bevölkerungsentwicklung
Die Einwohnerzahl blieb lange Zeit etwa auf dem gleichen Stand (1793–1896). Zwischen 1896 und 1901 ging sie leicht zurück und blieb danach bis zum Beginn des Ersten Weltkriegs gleich. Wegen der Grippe und den Kriegsverlusten sank sie innerhalb eines Jahrzehnts deutlich (1911–1921: −12 %). In der Zwischenkriegszeit von 1921 bis 1936 gab es kaum Veränderungen. Doch kam es dann zwischen 1936 und 1954 zu einer starken Abwanderung (1936–1954: −15 %). Nachher sank die Anzahl Bewohner bis 1968 nur noch leicht. Ab 1975 folgte eine Wachstumsphase (1975–2012: +51 %).
| Jahr      | 1962 | 1968 | 1975 | 1982 | 1990 | 1999 | 2006 | 2012 | 2019 |
| Einwohner | 1437 | 1418 | 1453 | 1648 | 1853 | 1908 | 2094 | 2195 | 2191 |

## Sehenswürdigkeiten
- Schloss von Lambilly
- Frühere Kirche Saint-Golven (aus dem 12.–14. Jahrhundert); Anbauten stammen aus dem 15. und 16. Jahrhundert
- Dorfkirche Saint-Golven (erbaut 1865 bis 1873)
- Kapelle Saint-Gildas und Saint-Mathurin in Quelneuc (16. Jahrhundert)
- Kapelle Sainte-Anne (erbaut 1638) in Lézillac
- Kapelle Saint-Nicodème (17. Jahrhundert) in Henlé
- Kapelle Saint-Etienne (erbaut 1653) in Crémenan
- Herrenhaus von La Rivière-Cornillé
- Herrenhaus von Bréhant
- Kreuz von Le Jaunet aus dem 15. Jahrhundert

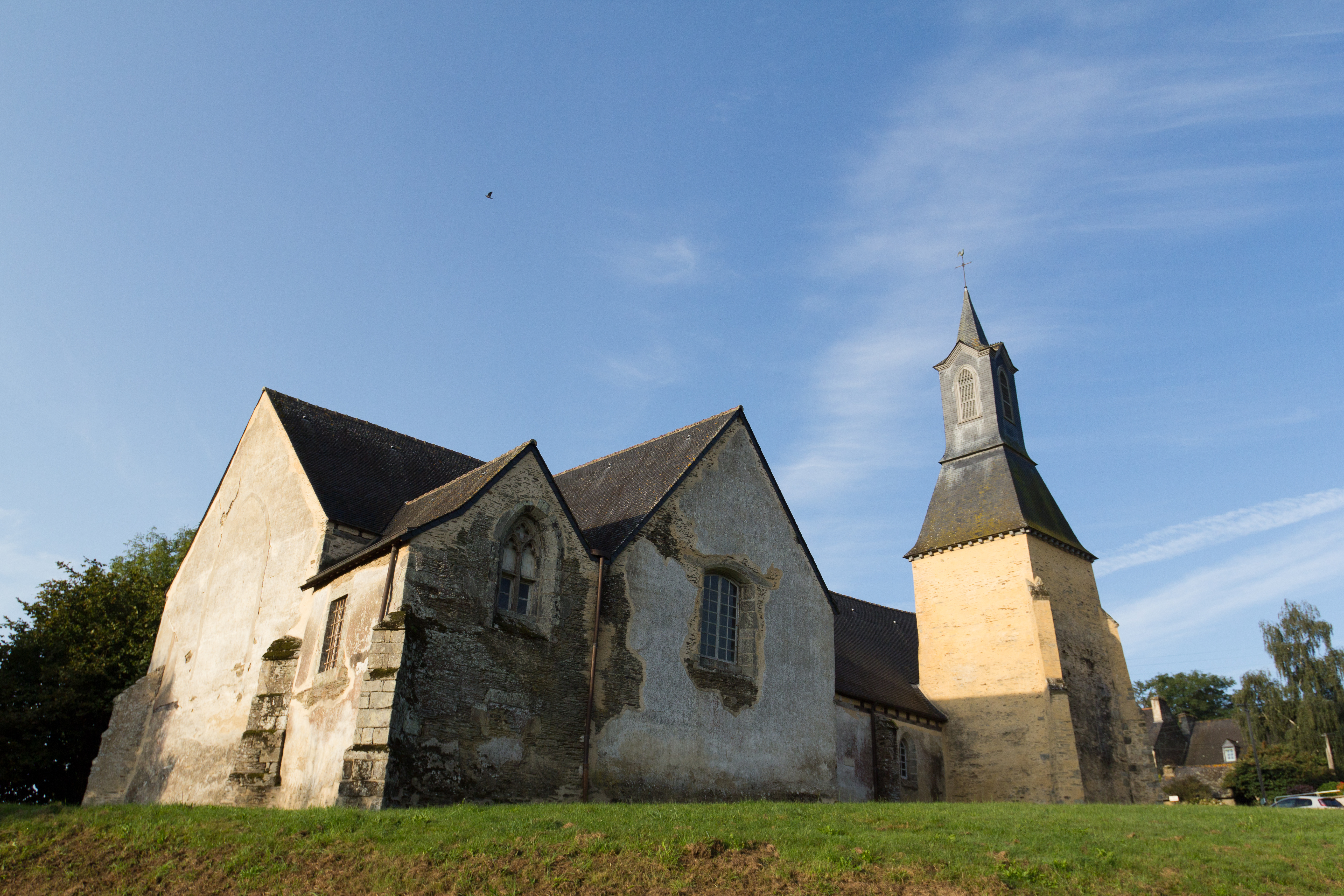
Frühere Kirche Saint-Golven

Quelle:.